# Triptychon von Kobylin

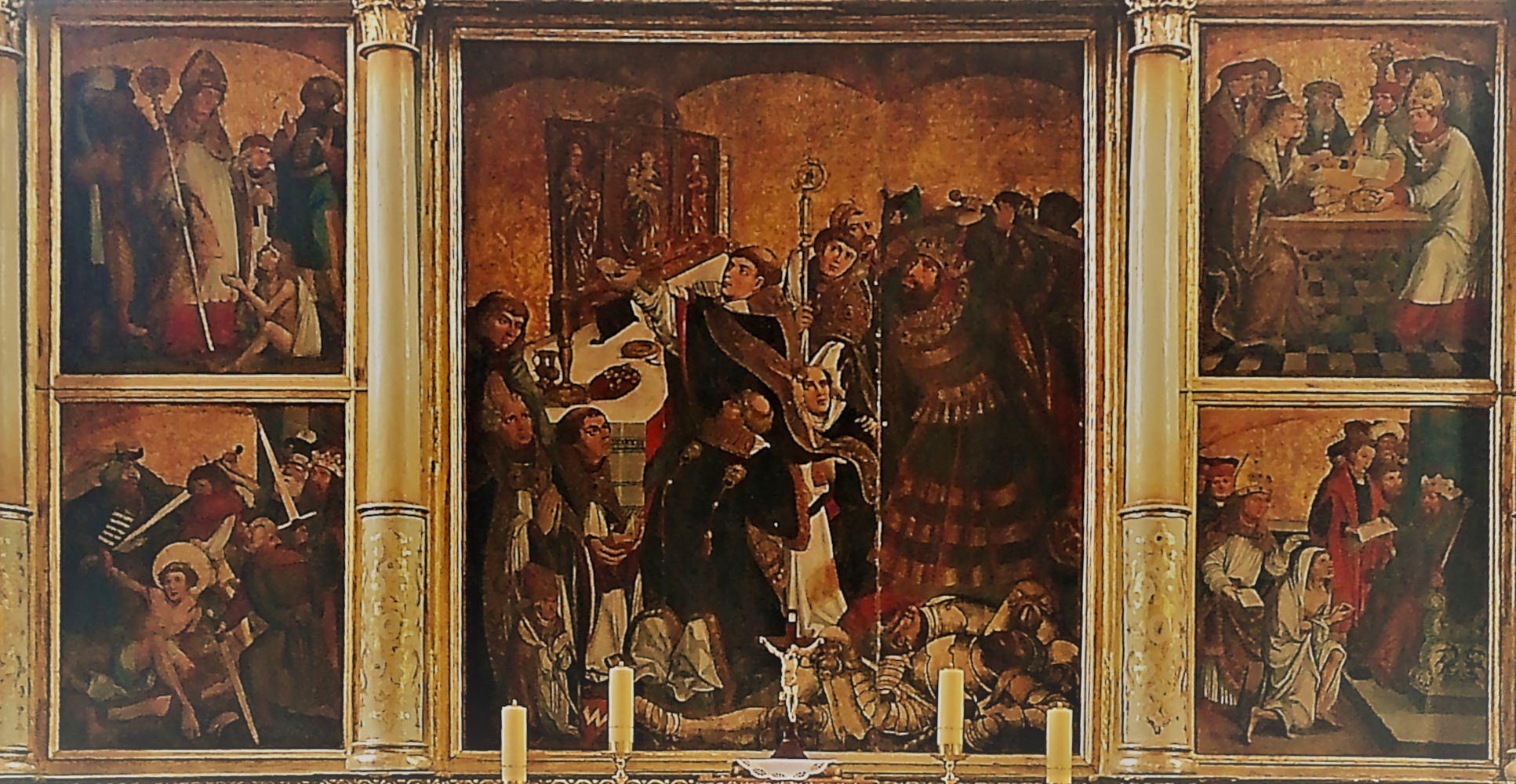
Triptychon

Das Triptychon von Kobylin ist ein spätgotisches Triptychon eines anonymen Krakauer Künstlers. Das Bildthema ist die Heiligengeschichte des Heiligen Stanislaus sowie Szenen aus dem Marienleben. Es wurde 1518 vollendet und von dem Krakauer Bischof Jan Konarski für die Wawel-Kathedrale gestiftet. Als die gotische Kunst aus der Mode kam, wurde der Altar in die Stanislauskirche in Kobylin verbracht, wo er sich bis heute befindet.